# Pasażer (wytwórnia muzyczna)
Pasażer – polska, niezależna wytwórnia płytowa (Pasażer Records).
Wydawca ten publikuje także niezależne czasopismo „Pasażer” poświęcone głównie muzyce muzyce punkowej i hardcore. Od roku 1990 ukazało się 30 numerów czasopisma. Ukazuje się ono nieregularnie, do każdego numeru jest dołączona płyta. Wytwórnia wydaje m.in. nagrania Aliansu czy Post Regiment.